# Josef Emanuel Rotter
Josef Emanuel Rotter (1835 – 14. ledna 1914 Vrchlabí) byl rakouský a český podnikatel a politik německé národnosti, v 2. polovině 19. století poslanec Českého zemského sněmu.

## Život
Profesí byl podnikatelem v textilním průmyslu. Koncem 50. let 19. století se spolu s bratrem Ferdinandem Rotterem a otcem Ferdinandem Rotterem starším podílel na vzniku přádelny lnu (firma Ferdinand Amand Rotter & Söhne). Podnik pod jeho vedením výrazně rostl.
Angažoval se i ve veřejném životě. Od roku 1864 zasedal v obecním zastupitelstvu ve Vrchlabí, od roku 1874 zde byl okresním starostou. Byl členem liberecké obchodní komory. Získal titul císařský rada. V 70. letech 19. století se zapojil i do zemské politiky. Ve volbách v roce 1878 byl zvolen na Český zemský sněm za kurii obchodních a živnostenských komor (obvod Liberec). Uvádí se jako člen takzvané německé Ústavní strany (liberální, centralistická formace, odmítající autonomistické aspirace neněmeckých národností).
Několik let před smrtí se stáhl z veřejného života.